# Anders Trentemøller
Anders Trentemøller é um músico dinamarquês. Iniciou sua carreira em 1997 junto com o DJ T.O.M., quando juntos fizeram o primeiro projeto de live-house act na Dinamarca, o Trigbag, e começaram a tocar em festivais de todo o planeta. O single “Showtime” do Trigbag foi tocado por DJs internacionais como Alex Gopher, Laurent Garnier e Etienne de Crécy. O Trigbag acabou no ano 2000.
Trentemøller voltou ao Naked Music em 2003 com seu The Trentemøller EP, incluindo as músicas “Le Champagne” e “Work in Progress”. Ele recebeu o prêmio “Up Front Release of the Year” no Danish DJ Awards em fevereiro de 2004 pela música “Le Champagne”.
No final de 2004 ele lançou um remix de "Windowlicker", de Aphex Twin, com o pseudônimo de "Run Jeremy".
Em Fevereiro de 2005, Steve Bug lançou o EP "Physical Fraction" de Anders pelo seu selo Audiomatique. Este lançamento colocou Anders definitivamente no mapa dos produtores internacionalmente conhecidos, e foi seguido de outros três lançamentos pelo selo principal de Steve Bug, o Poker Flat: Polar Shift, Sunstroke e o EP Nam Nam. Muitos prêmios que tinham a audiência como julgador concederam a Anders o título de melhor lançamento do ano de 2005.
Anders Trentemøller é, além disto tudo, um remixador muito requisitado. Seus remixes mais conhecidos são dos artistas Martinez ("Shadowboxing"), Sharon Philips ("Want 2 Need 2"), Röyksopp ("What Else Is There?"), The Knife ("We Share Our Mother’s Health"), "Sodom" para os Pet Shop Boys, e o sucesso "Go", de Moby. O remix de Anders para "Go" alcançou o #38 na Austrálian ARIA Club chart em Outubro de 2006.
O álbum de estréia de Anders, denominado The Last Resort foi lançado pela Poker Flat em Outubro de 2006. A revista alemã Groove Mag e a revista francesa Trax elegeram este álbum como o "Álbum do Ano" em Novembro de 2006
O Essencial Mix de Anders para a Radio BBC foi eleito como o melhor do ano pelos ouvintes em 2006.

## Discografia

### Albums
- 2007 - The Trentemøller Chronicles
- 2006 – The Last Resort

### Lançamentos (Singles)
- 2003 – Trentemøller EP (12")
- 2004 – Beta Boy (12")
- 2005 – Kink (12")
- 2005 – Physical Fraction (12")
- 2005 – Polar Shift (12")
- 2005 – Serenetti (12")
- 2006 – Sunstroke (12")
- 2006 – Nam Nam E.P. (12")
- 2006 – Rykketid (12")
- 2006 – Always Something Better (12")
- 2007 – African People (12")
- 2007 – Moan (12")

### Remixes
- 1999 – ETA – Ayia Napa
- 2003 – Filur – You & I
- 2003 – B & B International – Decorated With Ornaments
- 2003 – Malou – I Wish
- 2003 – Laid Back – Beautiful Day
- 2003 – Djuma Soundsystem – Les Djinns
- 2004 – Yoshimoto – Du What U Du
- 2004 – Andy Caldwell – Give a Little
- 2004 – Pashka – Island Breeze
- 2004 – The Rhythm Slaves – The Light You Will See
- 2004 – Aya – Uptown
- 2005 – Mathias Schaffhauser – Coincidance
- 2005 – Fred Everything & 20 for 7 – Friday
- 2005 – Vernis – Bubble Bath
- 2005 – Varano – Dead End Street
- 2005 – Sharon Phillips – Want 2/Need 2
- 2005 – Unai – Oh You and I
- 2005 – Martinez – Shadowboxing
- 2005 – Röyksopp – What Else Is There?
- 2005 – The Knife – We Share Our Mother's Health
- 2006 – Djosos Krost – Chaptor One
- 2006 – Jokke Ilsoe – Feeling Good
- 2006 – Moby – Go (2006)
- 2006 – Trentemøller – Always Something Better